# Stills (album de Stephen Stills)
Pour les articles homonymes, voir Stills.
 (septembre 2018).
Si vous disposez d'ouvrages ou d'articles de référence ou si vous connaissez des sites web de qualité traitant du thème abordé ici, merci de compléter l'article en donnant les références utiles à sa vérifiabilité et en les liant à la section « Notes et références ».
Albums de Stephen Stills
Down the Road (avec Manassas) 
(1973) Stephen Stills Live
(1975)
Album en solo par Stephen Stills
Stephen Stills 2
(1971) Stephen Stills Live
(1975)
Stills est le 3e album studio de Stephen Stills, sorti en 1975.

## Historique
Stills a commencé à enregistrer un album solo en 1973 sous le titre provisoire As I Come of Age, et il était "presque terminé" en février 1974. Il a peut-être enregistré plus au début de 1974, mais de mai à décembre, il était occupé avec une réunion de Crosby, Stills, Nash and Young. Stephen a signé avec Columbia au début de 1975 et a tourné avec cet album, "une collection de morceaux sur lesquels j'ai travaillé au cours des années précédentes", y compris "une grande partie du matériel enregistré pour As I Come of Age". Il a enregistré une première version inédite de "Guardian Angel" le 23 janvier 1975 à The Record Plant ; le lendemain, David Crosby et Graham Nash le rejoignirent pour les chœurs.

## Contenu de l'album
Toutes les chansons sont écrites et composées par Stephen Stills, sauf indication contraire.
| 1. | Turn Back the Pages                      | Donnie Dacus  | 4:04 |
| 2. | My Favorite Changes                      |               | 2:50 |
| 3. | My Angel                                 | Dallas Taylor | 2:25 |
| 4. | In the Way                               |               | 3:35 |
| 5. | Love Story                               |               | 4:11 |
| 6. | To Mama from Christopher and the Old Man |               | 2:15 |

| 1. | First Things First  |            | - Jon Smith - Joe Schermie (en) | 2:10 |
| 2. | New Mama            | Neil Young |                                 | 2:21 |
| 3. | As I Come of Age    |            |                                 | 2:33 |
| 4. | Shuffle Just as Bad |            |                                 | 2:39 |
| 5. | Cold, Cold World    |            | Donnie Dacus                    | 4:38 |
| 6. | Myth of Sysiphus    |            | Kenny Passarelli (en)           | 4:28 |

## Musiciens
- Stephen Stills - chant (A1, B6), guitare solo (A1, A2, B4, B5), rythmique (A1, A2, A6, B4, B5) et  basse (A1, A3, A6, B3, B4, B5), piano acoustique (A1, A3, A5, B3, B6) et électrique (A5, B4), clavinet (A3), orgue Hammond (A3, A5, B3), tambourin (A6)
- George Terry - guitare, chœurs (nommé sur la pochette mais non crédité sur aucune chansons)
- Donnie Dacus - guitare rythmique (A1, A2, B2, B5) et solo (A2, B2, B3), chœurs (A1, A4, A5, B2, B5, B6)
- Leland Sklar - basse (A2, A5, B8)
- Kenny Passarelli - basse (A4), chœurs (A2, A4, A5, B1, B4)
- Jerry Aiello - orgue (A1, B4, B5), piano (B4, B5)
- Marcy Levy - chant (A1)
- Danny Hutton - chant (A2)
- Peggy Clinger - chant (A2)
- Rick Roberts - chant (A5, B2)
- Crosby & Nash - chœurs (B1, B3)
- Betty Wright - chant (B5)
- Claudia Lennear - chant (B6)
- Ron "Tubby" Ziegler - batterie (A1, A6)
- Dallas Taylor - batterie (A3, B1)
- Russ Kunkel - batterie (A5, B2, B4)
- Ringo Starr - batterie (B3)
- Conrad Isidore - batterie (B5)
- Jimmy Fox - batterie (B6)
- Joe Lala - percussions (A1, A2, A3, B1, B2, B5)